# Municipio de El Marqués
El municipio de El Marqués es uno de los 18 municipios que conforman el estado de Querétaro. Su cabecera es la población de La Cañada, la cual está conurbada y se considera parte de la Zona Metropolitana de Querétaro. Limita al norte con el municipio de Querétaro, el estado de Guanajuato y el municipio de Colón; al este, con Colón; al sur, con los municipios de Colón, Pedro Escobedo, Huimilpan y Querétaro; y al oeste, con Querétaro. Con sus 787 km² ocupa el 6.39 % de la superficie del estado. 
La mitad del Aeropuerto Internacional de Querétaro se encuentra dentro de este municipio y la otra en Colón.

## Toponimia
El municipio de El Marqués lleva su nombre en honor a Don Juan Antonio de Urrutia y Arana, Marqués de la Villa del Villar del Águila. Nacido en 1670 en la Villa de Llanteno, en la provincia de Álava, España, falleció el 29 de agosto de 1743 en la capital de la Nueva España, hoy Ciudad de México. Es reconocido como el "Benefactor Queretano" debido a su apoyo financiero y supervisión en la construcción del emblemático acueducto de Querétaro, cuya obra comenzó en La Cañada el 26 de diciembre de 1726 y concluyó en la ciudad de Querétaro en 1738.

## Historia

### Época prehispánica
En tiempos prehispánicos, habitaban la región grupos chichimecas. Existen evidencias arqueológicas de migraciones hechas por las tribus olmecoides, como la huasteca y la teotihuacana alrededor de 200 A.C a través de este territorio. Cerca del año 900 D.C llega al hoy municipio de El Marqués, la migración chichimeca procedente del noroeste de México, y liderada por Mixcóatl, o “víbora de nube” en náhuatl. Más tarde, este contingente formaría la grandiosa civilización tolteca, con sede en Tula, estado de Hidalgo y en la cual, en la primera mitad del siglo X, alguna vez fue su señor absoluto el sacerdote Ce Ácatl Topiltzin Quetzalcóatl o “serpiente emplumada”, también en náhuatl. En 1431, el territorio de El Marqués pertenecía al reino acolhua, con sede en Texcoco, hoy la Ciudad de México, en ese entonces gobernado por el rey poeta Nezahualcóyotl (“coyote en ayunas”, en náhuatl).[cita requerida]
El imperio Mexica se convirtió en el gobierno absoluto de México en 1446. Su gran señor, Moctezuma Ilhuicamina (“flechador del cielo”, en náhuatl) elaboró un códice de sus tributarios, en donde el territorio de La Cañada apareció con el nombre de “Tlachco”, que en ese idioma significa “lugar donde se juega a la pelota”. En este lugar, las peñas de los cerros en picada y sus llanos intermedios semejaban una enorme cancha donde los dioses jugaban este deporte nativo. Este documento histórico recibe el nombre de Códice Mendocino y se elaboró en 1446.[cita requerida]

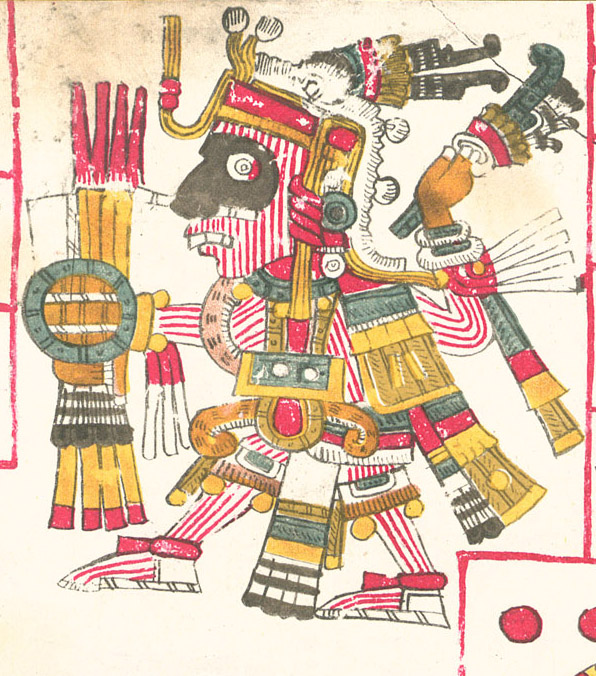
Mixcoatl

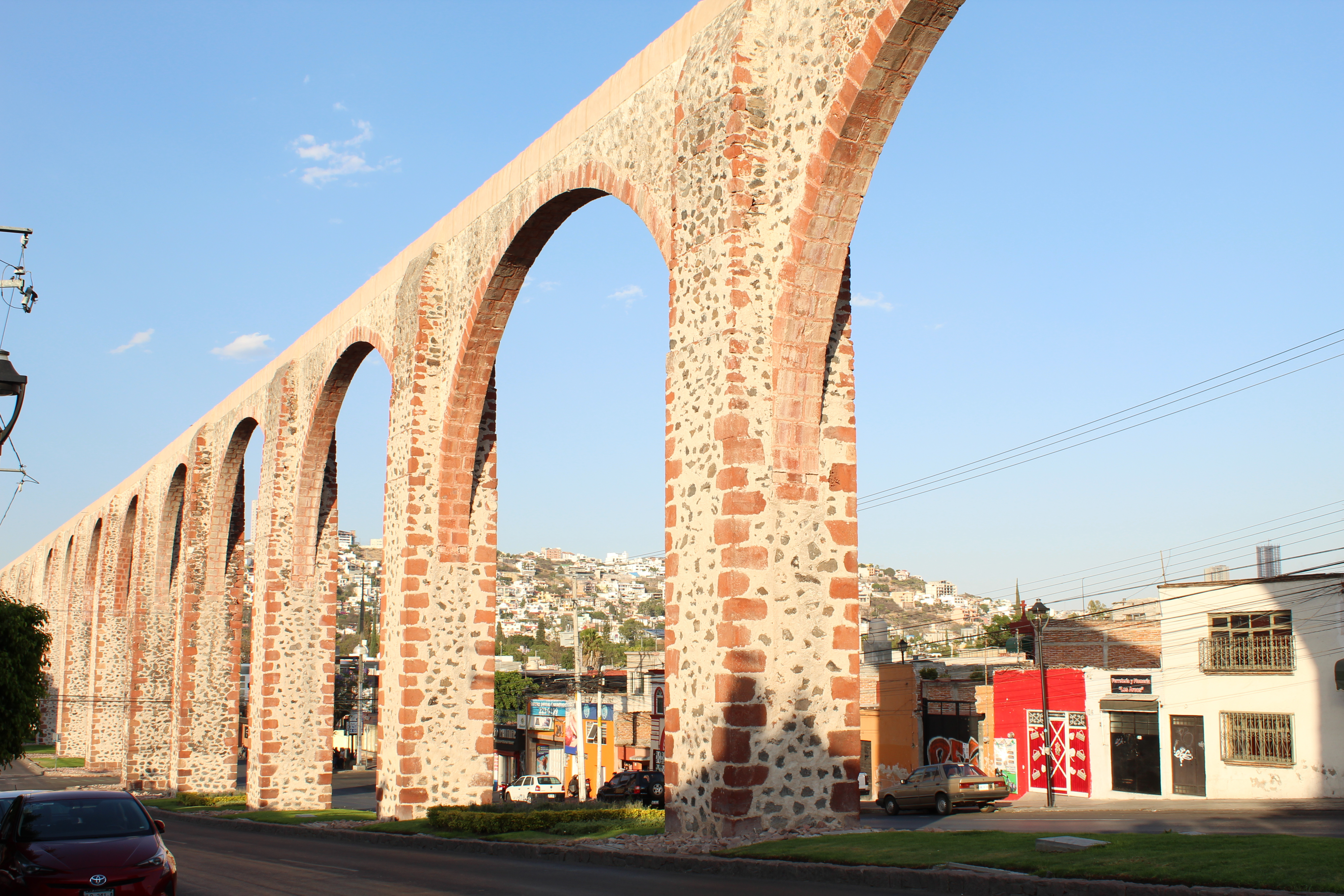
Acueducto de Querétaro

### Época Virreinal
En 1521 Tenochtitlan, capital del imperio mexica, fue derrotada por la conquista española de Hernán Cortés. Enseguida, las tribus y grupos indígenas cercanos a este sitio huyen de sus lugares de origen. Por ello, el comerciante otomí llamado Conín o “ruido” en su idioma, nacido en Nopala, estado de Hidalgo, llega al territorio hoy llamado El Marqués, procedente de la provincia de Xilotepec en ese mismo estado, haciendo amistad y buscando el respeto de las tribus chichimecas que anteriormente ya se habían instalado. Conín hizo su asentamiento en el pueblo de La Cañada, donde se encuentra el Cerro de la Cruz (el cual se asemeja a un enorme altar), acompañado de siete hermanos y siete hermanas. Debido a que el cerco de peñas que lo circundan parece la cancha del juego de pelota llamado en otomí “MAXEY”, se le nombra “ANDAMAXEY”, que significa "lugar del juego de pelota".[cita requerida]
En 1529, don Hernando Pérez de Bocanegra, encomendero español, se encuentra con el cacique otomí Conín en La Cañada y acuerdan fundar pacífica y civilizadamente el Pueblo de Querétaro, palabra que fue una modificación de “Querenda” y que en el idioma purépecha significa “Lugar de Peñas donde se juega a la pelota”. Asimismo, Conín fue bautizado por él en la fe cristiana con el nombre de Fernando de Tapia, y se construyó la Iglesia Chiquita, primer templo católico del estado de Querétaro. En 1582, el alcalde de Querétaro, don Hernando de Vargas, elaboró un documento llamado “Descripción de Querétaro”, en donde se especifica la fundación de Querétaro en el Pueblo de La Cañada, en diciembre de 1529.[cita requerida]
El 2 de agosto de 1615, el Virrey de la Nueva España Don Diego Fernández de Córdova expide un documento en el que otorga la propiedad del manantial del Pinito (lugar donde comenzó el Torrente del Magno Acueducto de Querétaro) a los colonos y habitantes de La Cañada en virtud de haber sido solidarios en la construcción de los templos cristianos y de la batalla en la Loma del Sangremal, donde se define la conquista de Querétaro en 1531. En 1634, inicia la construcción de la Presa de El Diablo por familiares de Don Diego de Tapía (hijo de Conín), contemplando un canal de desvío que llegaba hasta el Rancho el Colorado, ahora Hércules (fundado por Diego de Tapia) con la intención de mover tres molinos de trigo escalonados, presa a la que se le conoce así debido al color rojo con el que se le pintó inicialmente para respetar el entorno.[cita requerida]
El 26 de diciembre de 1726, dio inicio en La Cañada la construcción del Magno Acueducto de Querétaro; comenzando con el bardeado y las gradas en los manantiales de El Pinito, lo que en su conjunto formó la Alberca del Capulín, donde se abastecían de agua los Arcos de Querétaro. Esta construcción, que incluía el sistema de distribución de agua que paraba en las fuentes, conventos y domicilios en la ciudad de Querétaro, culminó el 17 de octubre de 1738, gracias a Don Juan Antonio de Urrutia y Arana, Marqués de la Villa del Villar del Águila. En 1736, el sargento mayor Don José Escandón compró el terreno donde se encontraba el manantial que después sería el Balneario de "El Pijito", y en 1769 inició la construcción de la Parroquia de San Pedro y San Pablo en La Cañada.[cita requerida]

### SigloXIX

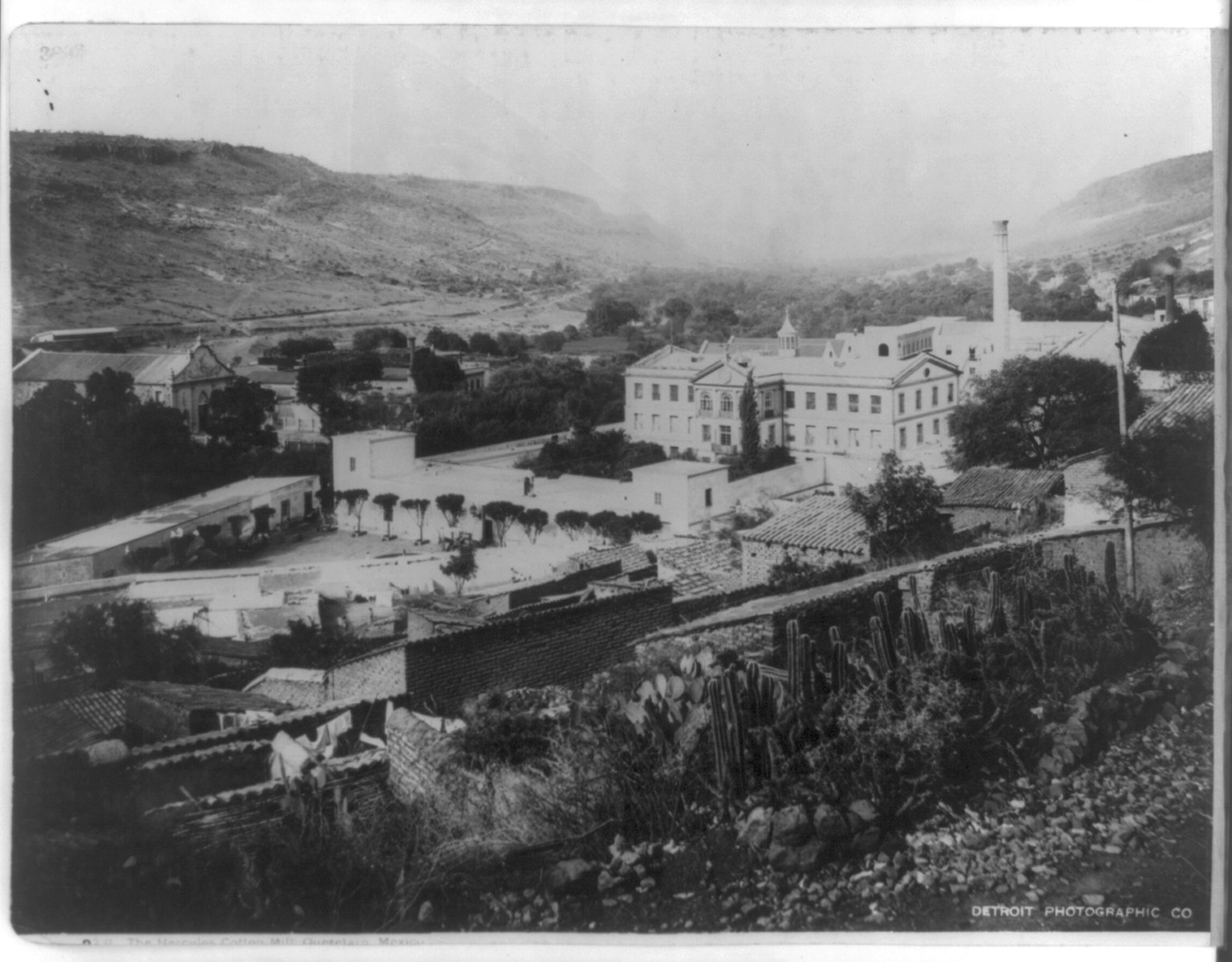
Hercules Cotton Mill, Querétaro, México

El empresario industrial Cayetano Rubio utilizó el manantial de los Socavones, y en 1838 realizó una excavación en ellos para suministro acuífero de su fábrica textil El Hércules, iniciada en 1840. Este manantial obtenía una salida aproximada de 691 litros por segundo al inicio de su explotación.[cita requerida]
En el poblado de Saldarriaga, en 1858 el legendario bandolero “Chucho el Roto” cuyo nombre de pila fue Jesús Arriaga, famosos por sus hazañas robando a los ricos para beneficio de los caídos en desgracia económica. Muere en San Juan de Ulúa encarcelado por sus fechorías en el año de 1898.		
En 1864 se realiza la primera visita de Maximiliano de Habsburgo a la Ciudad de Querétaro y a La Cañada, invitado por el Industrial Don Cayetano Rubio quien simpatizaba con las fuerzas conservadoras del Imperio. En 1867 Muere fusilado junto a Maximiliano y Miramón en 19 de junio, Tomás Mejía; indio otomí dedicado a la carrera militar y benefactor de las clases desprotegidas en la Sierra Queretana y el ahora Municipio de El Marqués; donde tuvo residencia en la hoy exhacienda El Lobo, donde fue cacique.		
Llegada del primer ferrocarril Central al Municipio del Marqués en 1882, teniendo en cuenta su destino final en la capital del estado.

### SigloXX
En 1916 visita Venustiano Carranza, Presidente Constitucional de los Estados Unidos Mexicanos el pueblo de La Cañada; quien instaló un cuartel general de asuntos militares a espaldas de la construcción de la Iglesia Chiquita y disfruto de su estancia en la hoy residencia de los Montes de Oca.
El Marqués es reconocido como Municipio en 1948 ante la XXXV Legislatura del Estado, corroborando como cabecera al pueblo de La Cañada. En 1984 se construye la Estatua de Conín sobre la carretera México-Querétaro en el territorio Municipal del Marqués.

### SigloXXI
2005 Inauguración del Aeropuerto Internacional de Querétaro.

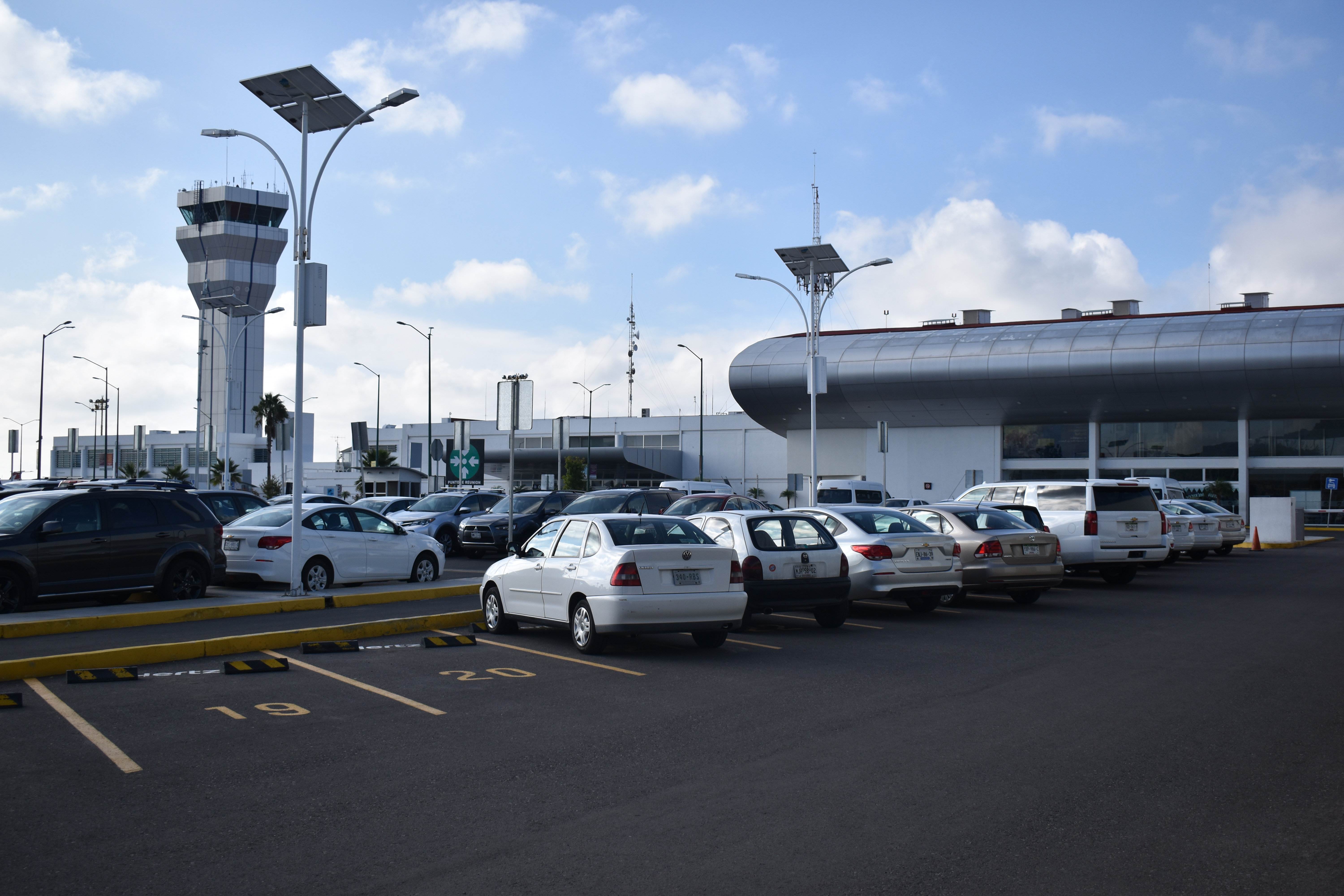
Aeropuerto Internacional de Querétaro

## Geografía

### Ubicación y límites
Se encuentra al noroeste del estado de Querétaro, entre los 20° 31’ y 20° 58’ de latitud norte y longitud entre los 100° 09’ y los 100° 24’ del oeste.. Sus 787 kilómetros cuadrados se encuentran al suroeste del estado, limita al este con Colón, al sur con Pedro Escobedo y Huimilpan, al oeste con el municipio de Querétaro y al norte con el estado de Guanajuato. La cabecera municipal, La Cañada, tiene una altura sobre el nivel del mar de 1850 metros y se ubica a 7 km de la capital del estado.

### Orografía
Las planicies dominan el paisaje delimitadas al norte por cadenas montañosas de la Sierra Madre Oriental y al sur por las de la Sierra Madre Occidental. Hay algunas elevaciones en su parte norte.

### Hidrografía
Ubicado en los confines de la vertiente del Pacífico, está cerca del parteaguas continental. El principal río es el Querétaro, alguna vez de regular caudal y que desde mediados del siglo XX ha ido disminuyendo, el cual se une al Sistema Lerma-Santiago. También se pueden encontrar los ríos Chichimequillas y Pinal, así como los arroyos El Durazno, El Roble, Tepozanes, Piedras Lisas, Frijolillo, El Laurel, La Pila, La Angostura, La Gotera y Las Tinajas.

### Clima
Mayormente templado-semiseco en el 80% del municipio, en el resto hay clima templado-húmedo. La temperatura media anual ronda los 21 °C. La precipitación pluvial registra de 400 a 500 milímetros cúbicos al año, siendo los vientos dominantes del Noreste al Suroeste.

## Demografía
El municipio de El Marqués cuenta con 231,668 personas de los cuales 115,483 son hombres y 116,185 son mujeres. Sus principales localidades por población, según el Censo de Población y Vivienda 2020 INEGI son las siguientes:
| Localidad                        | Población |            |        |
| Total Municipio                  | 231,668   |            |        |
| Saldarriaga                      | 21,516    |            |        |
| La Pradera                       | 19,018    |            |        |
| Fraccionamiento Zibatá           | 11,540    |            |        |
| La Cañada (Cabecera Municipal)   | 11,342    |            |        |
| Paseos del Marqués               | 11,252    |            |        |
| El Mirador                       | 10,339 -  | El Marqués | 13,000 |
| Real Solare                      | 6,968     |            |        |
| Amazcala                         | 6,793     |            |        |
| Fraccionamiento Hacienda la Cruz | 5,987     |            |        |
| Colinas de la Piedad             | 5,523     |            |        |

## Economía

### Agricultura
Hay más de 25 000 hectáreas dedicadas a diversos cultivos como el maíz que produce 11 toneladas. En el municipio se encuentran 201 unidades de riego que se ubican principalmente en el Valle de Amazcala en Chichimequillas.

### Ganadería
El sector ganadero tiene más de 51 000 hectáreas de libre pastoreo y varias empresas lecheras, las cuales cuentan con granjas a lo largo del municipio. La Escuela de Veterinaria de la Universidad Autónoma de Querétaro se ubica en Amazcala.

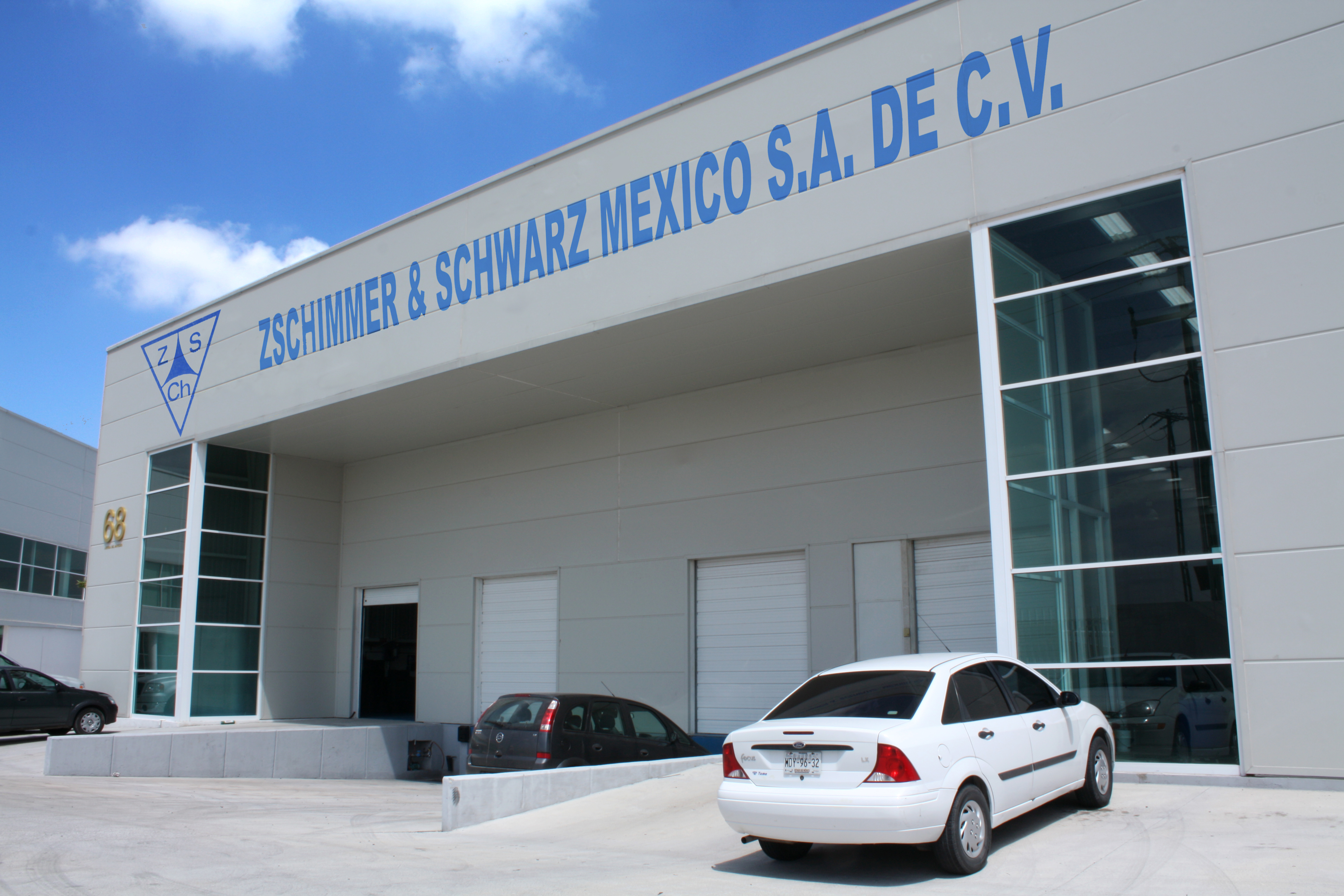
Planta de Zschimmer & Schwarz en El Marqués

### Industria
El Municipio del Marqués cuenta con 6 Parques Industriales en operación, algunos de ellos asentados sobre la Autopista Federal 57 (TLC Mex - Qro). Las principales actividades son elaboración de lácteos, productos avícolas, artículos en piel, la industria metal-mecánica y la industria aeronáutica. La industria extractiva tiene yacimientos de cantera, grava, arena, tepetate y tezontle. El labrado de cantera es también relevante. El producto interno bruto total que aporta el estado es de 15,400 millones de dólares. El municipio del Marqués aporta el 15% del PIB Estatal, es decir, 2 mil 310 millones de dólares. El 33% corresponde al rubro de construcción de vivienda  e industria: un total de 763 millones de dólares. Hay 3 parques más  en construcción: Logístico de Querétaro, TLC y Tecnológico Innovación.
| Parque                    | Empresas | Empleos generados |
| Finsa                     | 23       | 1,600             |
| Bernardo Quintana         | 210      | 14,500            |
| El Marqués                | 42       | 3,000             |
| La Cruz                   | 13       | 1,500             |
| O’Donell                  | 17       | 3,500             |
| La Noria                  | 25       | 350               |
| Empresas fuera de parques | 168      | 7,560             |
| Total                     | 498      | 32,010            |

## Gobierno
Este está constituido por un Presidente Municipal, ocho Regidores de mayoría relativa (dos síndicos), cinco Regidores de representación proporcional. Tres Delegaciones Municipales por designación: Lázaro Cárdenas, Emiliano Zapata y Chichimequillas. Principales Comisiones: de Hacienda Patrimonio y Cuenta Pública, de Obras y Servicios Públicos, de Seguridad Pública, Tránsito y Policía Preventiva, de Desarrollo Urbano y Ecología .

### Cronología de Presidentes Municipales
| Nombre                              | Periodo   | Partido |
| Pascual Pedraza Díaz                | 1967-1970 |         |
| Maximiliano Olvera Oviedo           | 1970-1973 |         |
| Jerónimo Luna Venegas               | 1973-1976 |         |
| Manuel Avendaño Vega                | 1976-1979 |         |
| Rubén Galicia Medina                | 1979-1982 |         |
| Ernesto Larrondo Montes             | 1982-1985 |         |
| Pablo Vázquez Sánchez               | 1985-1988 |         |
| Ángel Serrano Vizcaya               | 1988-1991 |         |
| José Luis Aragón Chávez             | 1991-1994 |         |
| Ceferino Ramírez Olvera             | 1994-1997 |         |
| José Gutiérrez Lara                 | 1997-2000 |         |
| Silvestre Javier Martínez Gutiérrez | 2000-2003 |         |
| José Gómez Gómez                    | 2003-2006 |         |
| Enrique Vega Carriles               | 2006-2009 |         |
| Martín Rubén Galicia Medina         | 2009-2012 |         |
| Enrique Vega Carriles               | 2012-2015 |         |
| Mario Calzada Mercado               | 2015-2018 |         |
| Enrique Vega Carriles               | 2018-2021 |         |
| Enrique Vega Carriles               | 2021-2024 |         |

Las elecciones se realizan el primer domingo de julio cada 3 años. El 1° de octubre siguiente es la fecha de toma de posesión de los cargos de presidente municipal, delegados y regidores.

### Diputados
El Marqués se encuentra representado en el Congreso del Estado por los diputados del XII Distrito y en el Congreso de la Unión por los diputados del 04 Distrito Electoral Federal del Estado de Querétaro, distrito que se comparte con la parte oriente del municipio de Querétaro.
| Nombre                          | Periodo     | Partido |
| Joaquín Cárdenas Gómez          | 2009 - 2012 |         |
| Aydé Espinoza González          | 2015 - 2018 |         |
| María Guadalupe Cárdenas Molina | 2018 - 2021 |         |

## Turismo
El Autódromo de Querétaro se encuentra cerca de Saldarriaga, con carreras locales y nacionales de autos y motos. El Ecocentro Expositor, cerca de Miranda, contiene diversas exposiciones a lo largo del año y la Feria de Querétaro cada diciembre

### Artesanías

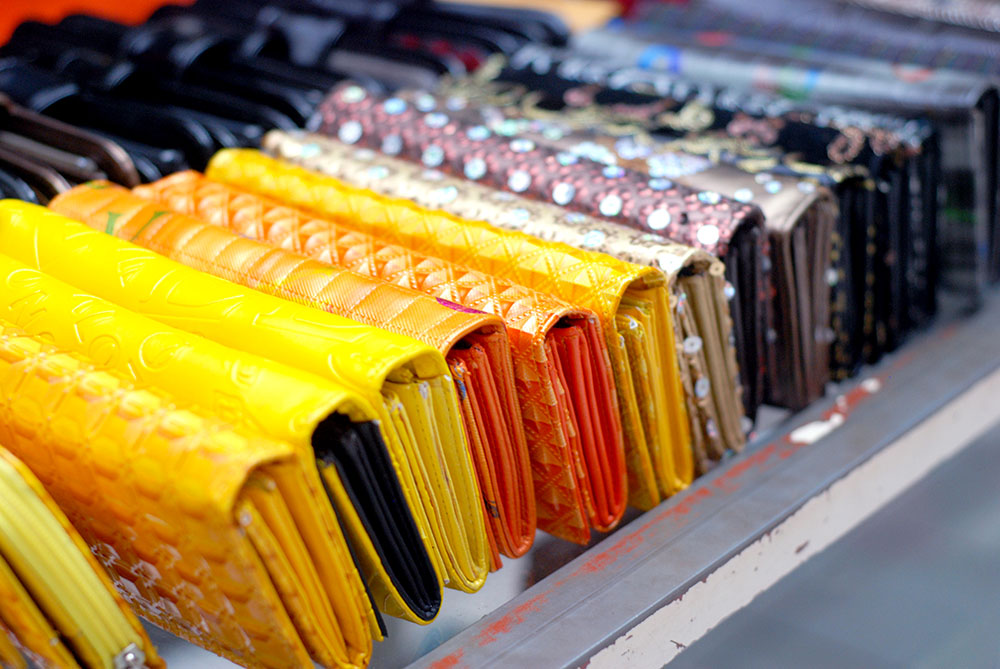
Artesanías San Vicente Ferrer

En 1969, la talabartería surgió en Querétaro, cuando la familia Briones Valencia regresó después de haber aprendido el oficio en las ciudades de México y Guadalajara, en la década de los sesenta. Se trabaja la talabartería en talleres compuestos principalmente por familiares. Aproximadamente 20 familias manejan talleres y de 30 a 40 familias tienen tiendas.
La piel curtida tiene un proceso largo de más de un mes, ya que primero se conserva en sal, se deja secar, se hidrata, se estira, se pinta y se humea. La mayoría de la piel curtida se compra en el Estado de México o en León, Guanajuato. Para los diseños, ellos mismos se complementan, ya que intercambian sus productos y se brindan oportunidades de trabajo en los talleres y tiendas. En el centro de esta comunidad se vende de todo tipo de artículos como cinturones, carteras, bolsas, chamarras, de diferentes tamaños y estilos, para todas las edades. La manera en que trabajan la piel sigue siendo muy artesanal, teniendo una calidad excelente y precios muy accesibles
En La Cañada se pueden encontrar talleres que trabajan con la cantera. La obra más reconocida es la imagen a San Pedro Apóstol patrono de la cañada ubicada en el cerro del mismo nombre, al igual que las figuras que se encuentran en la iglesia de San Pedro ,en La Cañada, entre las que se encuentran  las esculturas de San Pedro, San Pablo, Juan Diego, Virgen de Guadalupe, San Juan, San Andrés y Santiago Apóstol. Los talleres  de cantera se encuentran entre los kilómetros 4 y 6 de la carretera estatal 200 Tequisquiapan Querétaro.

### Festividades
- Fiesta de "San Vicente Ferrer" 5 de abril en San Vicente Ferrer
- Fiesta de “ Virgen de Guadalupe" 12 de diciembre en San Vicente Ferrer, La Cañada, El Colorado.
- Fiesta de “San Pedro” 29 de junio en La Cañada
- Viernes Santo Representación Pasión de Cristo en la Cañada
- Fiesta de "Santa Cruz de Rayas" 14 de septiembre en Atongo
- Fiesta de "Virgen de Guadalupe" 15 de enero en Atongo
- Fiesta de "La Santa Cruz" 3 de mayo en Atongo y La Santa Cruz
- Fiesta de "San Isidro Labrador" 14 de mayo en Atongo
- Fiesta de "Virgen de Guadalupe" 1 y 2 de enero en La Griega
- Fiesta de "Virgen de Guadalupe" 29, 30 de enero en La Piedad y San José Navajas
- Fiesta de "Santo Niño de los Atribulados" 2 de febrero en San José Navajas
- Fiesta de "La señora de la concepción, primer domingo de enero en Jesús María
- Fiesta de la Virgen de Guadalupe, 28 de febrero en Agua Azul
- Fiesta de San José, 19 de marzo en El Colorado
- Fiesta de San Isidro Labrador, mayo en Amazcala
- Fiesta de la Virgen de Guadalupe, diciembre en Amazcala
- Fiesta de Virgen de Guadalupe, primer domingo de diciembre en Santa María Ticoman
- Fiesta de "San Judas Tadeo", 28 de octubre La Loma.
- Fiesta de "San Felipe de Jesús", 5 de Febrero La Loma.

### Lugares de interés

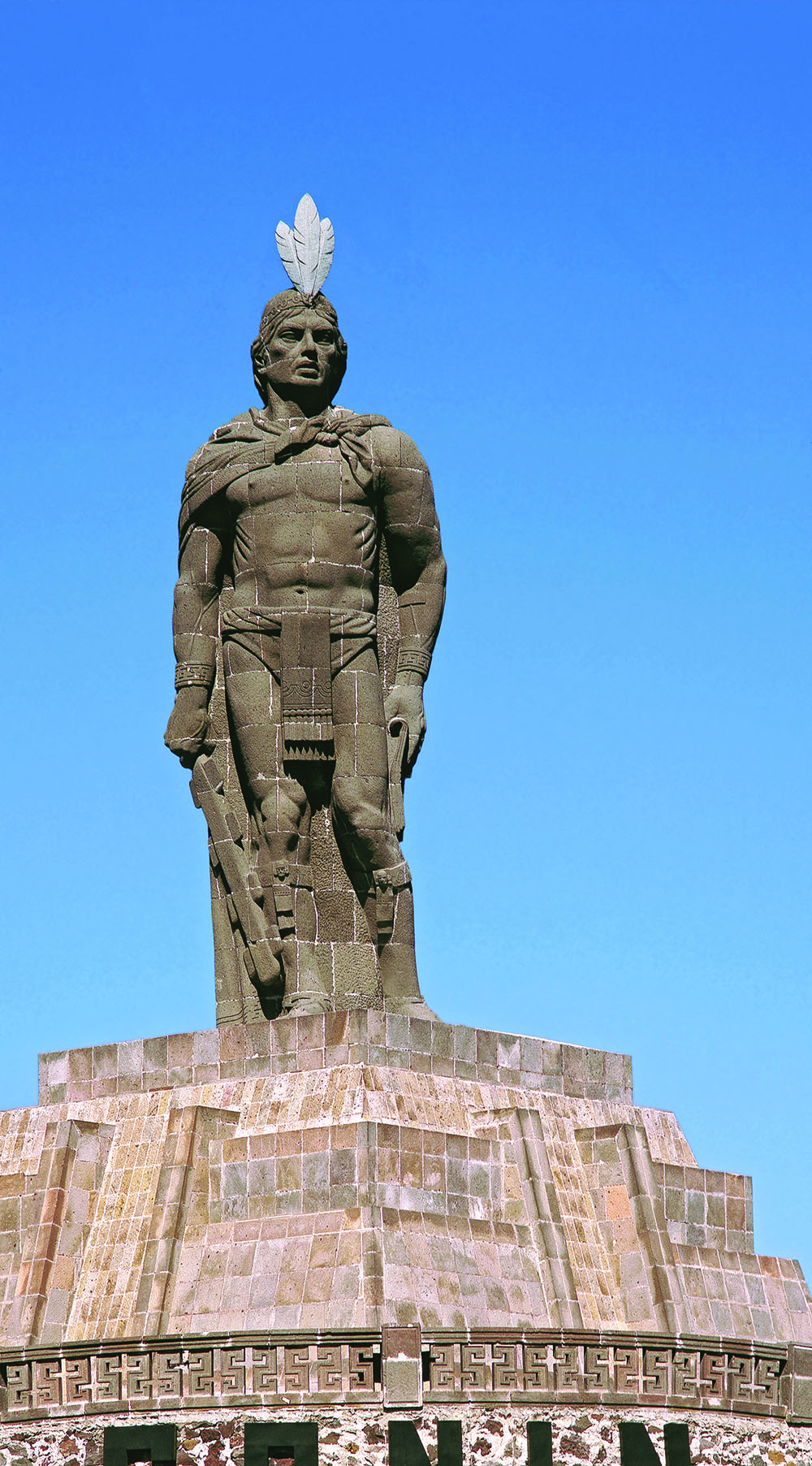
Monumento Conín, El Marqués

#### Cerro de la cruz (1529)
Siendo el año de 1582, el alcalde de Querétaro Don Hernando de Vargas redacta un documento conocido como la “Descripción de Querétaro”, en donde menciona a este pintoresco cerro.
El escrito nos dice que en 1521, después de la conquista española efectuada en la Gran Tenochtitlán, emigró al hoy pueblo de la Cañada un contingente de raza indígena guiado por el cacique otomí Conín, o “ruido” en su idioma, que se desempeñaba como “pustécatl” o comerciante, siendo originario de Nopala, provincia de Xilotepec, hoy Estado de Hidalgo. Conín hizo asiento en las cuevas de este cerro, cerca de una cañada donde corría un arroyo, acompañado de siete hermanos y hermanas que tenía, además de otros deudos y amigos, hasta la cantidad de treinta indios.
A este lugar se le conoce actualmente como el Cerro de la Cruz, por estar coronado con una cruz a la cual se le venera en su cima, donde también cada año se escenifica la Crucifixión de Semana Santa.
Su peña erguida semeja ser un enorme altar situado en medio de otros dos cerros, los cuales recuerdan la forma de una inmensa cancha donde se practicaba el antiguo juego de pelota indígena, llamado “Tlaxco”, en el idioma náhuatl.
Razón por la cual, en 1446, el gran tlatoani azteca Moctezuma Ilhuicamina le nombró de esa manera, registrándolo en sus códices tributarios de gobierno. Décadas después, Conín identificó a este paraje como “Andamaxey”, que en el idioma otomí también significa “lugar donde se juega a la pelota”.
Años más tarde, siendo la última semana del año 1529 y muy posiblemente el 25 de diciembre, día de la Navidad, llega a este territorio el célebre encomendero español Don Hernando Pérez de Bocanegra, para proponerle al indio Conín una colonización pacífica y civilizada, con la fundación del nuevo pueblo que de inmediato recibió el nombre de “Queréndaro”, palabra del idioma purépecha, que significa “lugar de peñas donde se juega a la pelota”.
En seguida, fue modificada por los españoles, para mayor comodidad, con el vocablo final de Querétaro.
Debido al nacimiento y nuevo nombre del pueblo fundado, a esta ubicación también se le conoce hasta nuestros días como “El Cerro del Bautisterio”, además de ser identificado ancestralmente con el indicativo de “El Cerro de la Ardilla”.
Dos años más tarde, Conín ya bautizado como Hernando de Tapia, organizó un ejército con el cual venció a las tribus indígenas y rebeldes que se negaban a la evangelización, librando la célebre batalla en el Cerro del Sangremal, del ahora Barrio de La Cruz, ubicado en la capital del Estado.
Con este suceso y la aparición del Apóstol Santiago de Compostela, acompañado de una cruz ochavada en el cielo eclipsado, se considera la fundación y conquista definitiva de Querétaro, siendo el 25 de julio de 1531.

#### Exhacienda y comunidad Atongo (1579)
Su nombre proviene del náhuatl y significa "En el agua pequeño o pequeño río" de (Atl-agua o río, ton-pequeño y co- que designa a un lugar)
El mencionado pueblo aparece por primera vez en la encomienda realizada a Don Juan de Cueva anexo al asentamiento de Amazcala.
Se sabe que posteriormente fue ocupado por algunos españoles con el propósito de someter a los indígenas locales pero fue abandonado en el año de 1576 debido a las hostilidades de estos últimos. En el año de 1591 el Virrey Martín Enríquez de Almanza manda a Don Diego de Tapia a repoblar dicho asentamiento con algunos indígenas otomíes y dando a elegir a estos el lugar del pueblo que durante la colonia llevaría el nombre de "Santa María de Atongo".
La hacienda de Atongo comienza a construirse a partir del siglo XVII y es finalizada en el año de 1651, cabe mencionar que fue el primer baño para caballos de toda la nueva España.
Dentro de los límites del pueblo se encuentran las ruinas de algunos de los asentamientos mencionados en las mercedes y las encomiendas realizadas por el virrey Martín Enríquez de Almanza II como "Santa María del Rincón" hoy conocido por los habitantes del pueblo como "Atonguillo" y algunos otros como "Rayas".
A principios del siglo XVII el señor Conde de Alcaraz gana una disputa contra los indios debido a las extensiones de la hacienda. Durante los s primeros años de la colonia y hasta finales del siglo XVII el pueblo fue una de las estancias del Camino Real de la Plata, ya que de Atongo se dirigía a Chichimequillas y de ahí seguía su camino hasta Xilotepec y Zacatecas.
La comunidad tuvo una muy importante participación en la guerra cristera y el reparto agrario.
El pueblo cuenta con 5 capillas construidas durante los siglos XVII y XIX para albergar a las imágenes religiosas del pueblo, hay quienes han postulado que pueden ser Capillas Oratorio de influencia otomí.
Además de la riqueza histórica el pueblo cuenta con muchas tradiciones tangibles e intangibles como su comida típica en la que encontramos las gorditas de elote, el charape, la melcocha (miel de tuna), además de las múltiples leyendas de la comunidad y su riqueza natural como los múltiples manantiales y misteriosos Ahuehuetes.

#### La iglesia chiquita (1529)
Luego de la fundación pacífica y civilizada de Querétaro en el histórico pueblo de La Cañada, el encomendero español Don Hernando Pérez de Bocanegra y el cacique otomí Conín, procedieron a elegir el cristianismo como la religión oficial de este nuevo lugar, transcurriendo el año de 1529.
Es por ello que de inmediato Don Hernando le comisiona a su acompañante y secretario Don Juan Sánchez de Alanis, la tarea de edificar el primer templo a la redonda, para proceder con la evangelización de los indígenas en el lugar. Finalmente, se erigió esta modesta construcción que hoy en día es conocida como La Iglesia Chiquita de La Cañada, en el municipio de El Marqués.
En seguida, Don Hernando se dirigió hacia la provincia de Michoacán, para traer la ayuda del religioso franciscano Jacobo Daciano, el cual llegó a Querétaro para bautizar y evangelizar a las huestes colonizadas. Entre estas, se encontraba el indio Conín, al que se le identificó con el nuevo nombre de Hernando de Tapia, en honor a Don Hernando Pérez de Bocanegra, cofundador de este pueblo y a Don Andrés de Tapia, un heroico capitán de batallas que contendió a favor de la colonización en La Nueva España. 
En el recinto se encuentra una gran pila de cantera rosa que se desplaza y en la que, según algunos, el indio otomí Conín fue bautizado, ya que se cuenta con ella desde el principio, cuando se transportaba a los lugares donde era necesaria la evangelización. En el umbral que forma la parte interior del templo, los dos costados lucen una pequeña jícara de agua bendita, también de cantera rosa y en forma de concha bautismal europea.
Ambas cuentan en su parte superior con un grabado indígena en relieve, que de igual manera, evoca la presencia del dios Quetzalcóatl. Tiempo después, esta construcción también sirvió como bodega para la llegada de cargamentos con metales o mercancía, que se transportaban en los carruajes hacia el noroeste y sureste de la Nueva España, utilizando el sendero conocido como el Camino Real de la Plata. En la actualidad, este templo rinde culto a la Virgen de Guadalupe, la cual es festejada el 12 de diciembre de cada año.

#### Exhacienda de Amazcala(1576)
Transcurriendo la segunda mitad del siglo XVI, el pueblo de Querétaro, como parte integral de La Nueva España, comenzó a dejar atrás caciques y encomenderos, para aventurarse en los principios de la figura patronal y económica que representaba el hacendado.
Prueba de ello, es la hoy Exhacienda de Amazcala, en el municipio de El Marqués, que comenzó en una finca del terrateniente Don Juan de Cueva. En este lugar, construyó una guarnición conocida como Casa Fuerte, para defenderse de los chichimecas rebeldes llamados “guachichiles”, o “cabezas rojas” en el idioma náhuatl.
Es por ello que siendo el 10 de abril de 1576, el Virrey de la Nueva España Don Martín Enríquez de Almanza, concedió una licencia a los indígenas otomíes de Santa María del Rincón, Atongo, Alfajayocan, Maxcala y Telayupa, para que en los campos fértiles de la Casa Fuerte de Maxcala, se les diera protección y trabajo bajo el cuidado de su hacendado.
La condición del acuerdo, consistía en unirse a los requerimientos de La Corona Española y la evangelización que en aquel entonces se profesaba. Por consiguiente, llegado el 9 de octubre de 1578, el mismo Virrey honra a esta guarnición con una orden de armamento en las caravanas de carros, otorgándole el nombre de Presidio del Valle de Maxcala.  Esta disposición fue dictada, por ser una población más donde se presidían las leyes y ordenanzas de La Corona Española.

#### La presa del Diablo (1592)
Siendo el año de 1591, Don Diego de Tapia, hijo de Fernando de Tapia y Segundo Gobernador Vitalicio de Querétaro, adquiere los terrenos intermedios entre la ciudad de Querétaro y La Cañada, para fundar una estancia denominada el “Rancho Colorado”, donde hoy se encuentra el vecino poblado de Hércules. 
Un año después, motivado con el proyecto de acarrear agua para su propiedad y triturar el trigo de sus cosechas, edificó un molino que funcionó con la afluencia del Río Blanco, el cual nacía en los manantiales de La Cañada.
Más tarde, para ejercer mayor control del torrente acuático, construyó una contenedora hidráulica en 1592, a la que después se le denominaría con el mote popular de “La Presa del Diablo”, ubicada en las afueras de su rancho y en los comienzos del pueblo de La Cañada. Consciente de su fervor católico y teniendo la necesidad de optimizar este afluente acuífero, Don Diego comisionó a su hija María Luisa, religiosa iniciadora del Convento de Santa Clara en el año de 1607, para que en compañía de sus fieles seguidoras custodiara el Río Blanco de Querétaro y “La Presa del Diablo”.
Así mismo, administraron la producción de sembradíos y ganados, en los terrenos donde se necesitaba de sus cálidas y cristalinas aguas. Sin embargo, a Don Diego también se le atribuyó el mote de “El Diablo”, por pintar de color rojo el molino y la presa, respetando así el entorno ecológico de tierra colorada, que para los indígenas, representaba un símbolo de presencia divina. Además, se le consideró en algún tiempo de su mandato como una persona contraria a los intereses religiosos y políticos de La Nueva España, puesto que se dedicó al apoyo incondicional de los indios maltratados en el pueblo de Huimilpan, hoy convertido en municipio. Don Diego les protegió del abuso y las injusticias que les propinaban algunos terratenientes españoles, hasta el día de su muerte, en marzo de 1614.
En la actualidad, “La Presa del Diablo” aún recibe este singular mote, al ser recordado el seudónimo del ilustre Don Diego de Tapia y su molino rojo funcionando, ya que según decían, semejaba un diablo cuando en plena actividad se impulsaba su rueda, con energía y velocidad impresionantes.
Siglos más tarde, llegado el año de 1838, el industrial español Don Cayetano Rubio necesitó de este torrente hidráulico, para regenerar el molino y utilizarlo también como fuente de energía, al inaugurar su fábrica textil “El Hércules”. Más tarde, una generosa remodelación engalanó a “La Presa del Diablo” en el periodo del Presidente Don Porfirio Díaz, de 1884 a 1911, haciendo su servicio más controlado y eficaz. Hasta la fecha, se emplea como un contenedor de aguas para el temporal de lluvia anual en el pueblo de La Cañada, cabecera municipal de El Marqués.

#### Exhacienda de Chichimequillas(1602-1614)

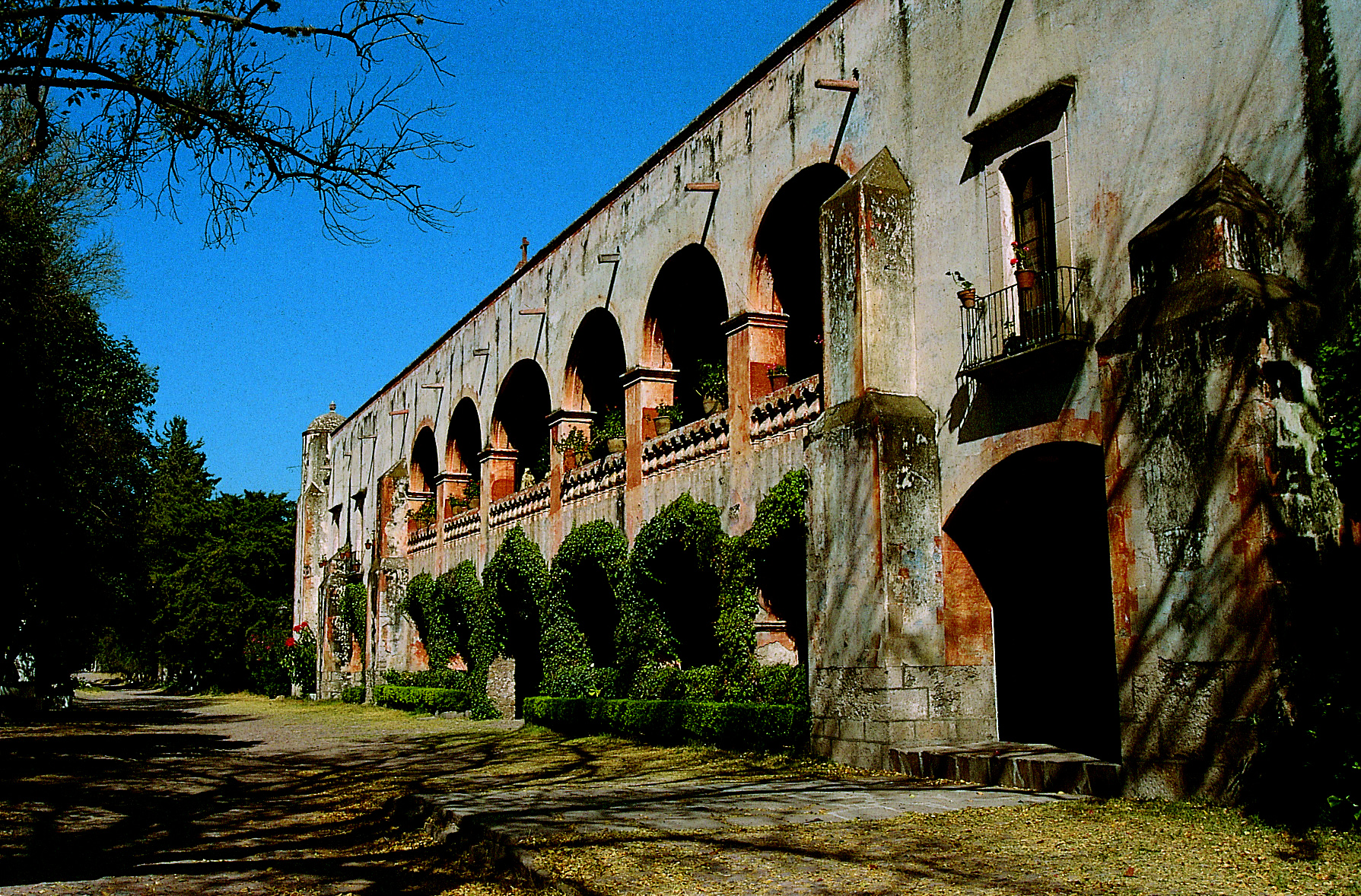
Hacienda de Chichimequillas, Querétaro

Siendo los años de 1602 a 1614, la llegada de los Carmelitas Descalzos de la Provincia de San Alberto en México se efectuó en Querétaro, fundando un convento y templo a la advocación de Santa Teresa de Jesús.
Teniendo como Santa Patrona a Nuestra Señora del Carmen, esta orden religiosa construyó una hacienda en el hoy municipio del Marqués, para almacenar la mercancía de metales y producir ganado o agricultura, en el territorio conocido como Chichimequillas, el cual su nombre significa “tierrillas rojas” o “terruños colorados “, en el idioma náhuatl fusionado al español.
Esta palabra también explica su origen especial, debido a que en los alrededores del paraje subsistían campamentos o reservaciones chichimecas, que con el tiempo adoptaron la evangelización.
Los frailes carmelitas decidieron erigir su finca en este lugar, aprovechando la estrecha cercanía que tenía con el Camino Real de la Plata, el cual fue un sendero por donde transitaban los viajeros y mercancías con destino a los dos extremos de la Nueva España, siendo el siglo XVI.
Después, los indígenas del lugar aceptaron los trabajos practicados en la labor cotidiana de la hacienda, como la cría de ganado vacuno y avícola, además del cultivo en la agricultura del maíz, fríjol, calabaza y el cuidado de la vid.
Siglos más tarde, la Hacienda de Chichimequillas fue vendida en el año de 1851 al General Mariano Arista, un respetado militar originario de San Luis Potosí, que en aquel tiempo asumió la Presidencia de la República Mexicana.

#### Alberca del Capulín(1726-1738)
Siendo el 26 de diciembre de 1726, Don Juan Antonio de Urrutia y Arana, Marqués de la Villa del Villar del Águila, inició los trabajos de construcción en esta alberca del pueblo de La Cañada, para almacenar el agua de los manantiales que emanaban dentro de su extensión. En seguida, el torrente corría hacia la ciudad capital de nuestro Estado, para el uso doméstico de primera necesidad, pasando en su trayecto por el magno acueducto de Querétaro, que para ello construyó.
Don Juan Antonio de Urrutia y Arana, nació en la Villa de Arceniega, España, el 30 de noviembre de 1670.
Arribó a La Nueva España contando con 22 años de edad y falleció en la entonces ciudad capital, el 29 de agosto de 1743.La edificación de esta obra, atendió la inquietud de cinco monjas Capuchinas que llegaron en el año de 1721 a Querétaro, para instaurar su convento y devoción.
Cierto día, comunicaron al Marqués la inquietud de contar con agua cristalina y limpia para el consumo personal, ya que los manantiales y pozos en los alrededores resultaban mal sanos y se les atribuían riesgos antihigiénicos.
Siendo Don Juan Antonio protector y bienhechor de esta orden religiosa desde hace mucho tiempo, inmediatamente procedió a satisfacer la petición buscando el abastecimiento acuífero digno de la ciudad central, por lo que encontró y utilizó finalmente en La Cañada el llamado “Ojo de Agua del Capulín”, llamado así, debido a un árbol de esa fruta que crecía en su orilla.
Al principio, el caudal de agua que despedía no era abundante, sin embargo, gracias a las obras de excavación que emprendió el Marqués, se aumentó la corriente a cuatro mil “pajas”, siendo más o menos treinta litros por segundo.
El mismo visitaba y supervisaba los adelantos de la obra dos veces al día, uniéndose también a los trabajos en mano de obra necesarios. Siendo el 15 de octubre de 1735, la alberca de “El Capulín” se concluyó, llevando su torrente cristalino a la caja de agua en el Barrio de la Cruz, que se encuentra hasta la fecha en la ciudad capital de nuestro Estado.
Manuel Septién y Septién, ilustre historiador queretano de nuestros días, decía que una vez distribuido hacia otros lugares el líquido vital, el padre Navarrete afirmaba que “no había convento que no fuera una primavera, ni salida por rumbo alguno, que no fuera una deliciosa amenidad”.
Finalmente, la obra se dio por terminada el 17 de octubre de 1738, llegando las aguas de “El Capulín” hasta los rincones más alejados del complejo acuífero y teniendo un costo aproximado de $125.000 pesos, de los cuales el Marqués de la Villa del Villar del Águila, llamado también “el benefactor de Querétaro”, donó de su bolsillo más de 88000 mil pesos.
 Posteriormente se rehabilitó y se construyó un jardín, una pista de patinaje y de atletismo para que la gente pudiera pasar una tarde en familia. 

#### Parador territorial o Pan Dulce(1726-1738)
Después de la conquista española en La Gran Tenochtitlán, siendo el año de 1521, el cacique y comerciante otomí Conín huyó de la colonización, en una migración desde su natal Nopala, Provincia de Xilotepec, hoy Estado de Hidalgo.
Finalmente, llegó al silvestre paraje donde siglos después se erigió este monumento, para recordar que desde tiempos muy remotos, el lugar sirvió como punto de encuentro y recepción, donde las tribus visitantes buscaban al gobernante local.
Conín se convirtió en líder y la ubicación formó parte de “Andamaxey”, que en su idioma significa “lugar donde se juega a la pelota”.
Más tarde, siendo el año de 1529, hace su llegada el ilustre encomendero español Don Hernando Pérez de Bocanegra al corazón del hoy pueblo de La Cañada, municipio del Marqués, para acordar junto al indio Conín en el Cerro de la Cruz la fundación de Querétaro, civilizada y pacíficamente.
Querétaro es una palabra modificada por la lengua española, que proviene del idioma purépecha y se pronuncia originalmente como “Queréndaro”, significando finalmente “lugar de peñas donde se juega a la pelota”.
Siendo el 27 de octubre de 1537, la Reina Juana autorizó una cédula real en Valladolid, España, que luego mandó al ilustre primer Virrey de La Nueva España, Don Antonio de Mendoza, para conceder la fundación de Querétaro, designando su centro en el convento y monasterio de San Francisco y contando media legua a la redonda, para marcar los límites de la ciudad.
Por consiguiente, su extensión estaba en colindancia hacia el punto Este con el pueblo de La Cañada, en el lugar aproximado donde, dos siglos más tarde, nacerían los arcos del magno acueducto.
En el año de 1591, Don Diego de Tapia, hijo de Conín y Segundo Gobernador Vitalicio de Querétaro, adquiere los terrenos entre Querétaro y La Cañada, para fincar el Rancho de “El Molino Colorado”, en el hoy llamado pueblo de Hércules. Esta nueva propiedad aumentó la cobertura de la ciudad capital y le restó extensión al pueblo de La Cañada, formándose así el límite territorial donde se encontraría después este parador monumental o Pan de Dulce.
Siendo el 26 de diciembre de 1726, Don Juan Antonio de Urrutia y Arana, Marqués de la Villa del Villar del Águila, inicia la construcción del magno acueducto de Querétaro, formando parte de sus bardas y canales, la sólida estructura y la estela que se yergue en este divisor territorial del siglo XVIII.
Se le denomina hoy en día “El Pan de Dulce”, puesto que la forma en tezontle y cal de su estela, según algunos, tiene semejanza con el pan o golosina que el indio Conín convidaba a sus invitados. Los motivos arquitectónicos tanto indígenas como españoles de su hechura, buscan la unión de estas dos diferentes razas continentales, utilizando una cultura sincretista de arte, religión y gobierno al estilo siglo XVI en adelante.
Conforma el límite territorial entre el municipio de Querétaro con El Marqués y detrás de él se encuentra una plaza donde se puede  pasar el rato en familia.

#### Balneario Escandon de “El Piojito” (1736)
Siendo el 16 de abril de 1736, el ilustre militar hispano y Conde de Sierra Gorda, Don José Escandón y de la Helguera, adquiere este terreno para la construcción de unos baños en el pueblo de La Cañada, hoy cabecera municipal del Marqués. En este lugar, se les concedió a los indios bañarse, con el solo gravamen de que todos los lunes del año dieran perpetuamente un peso al Cura de la iglesia. Con esta cantidad, se sufragaba el gasto de una misa rezada con responso al alma de dicho Sargento Mayor y los indios del pueblo, además de las que se pudieran ofrecer con el paso del tiempo.
Don José Escandón y de la Helguera, Sargento Mayor de la Milicia Virreinal, nació en Soto de la Marina, provincia de Burgos, España, el año de 1699 y arribó a este país en agosto de 1727, siendo más tarde nombrado Teniente de la Compañía en Regimiento de la Milicia. Además de construir estos baños en el pueblo de La Cañada, Don José Escandón y Helguera fue un impulsor de la evangelización en la Sierra Queretana, edificando en el año de 1744 la Misión de Nuestra Señora de la Luz de Tancoyol. En aquel tiempo, encabezaba la pacificación de chichimecas rebeldes que culminó a su favor, librando la célebre batalla en el Cerro de la Media Luna, siendo el año de 1748.
En 1815, el Señor Cura Ignacio Mendiola rehabilitó este centro de esparcimiento, renovándole sus cuartos y añadiéndoles dos más. De igual manera, se pagaba con el producto de las entradas un buen maestro de escuela que enseñaba y doctrinaba a los indios, cuando así lo deseaban.
A mediados del siglo XIX, el pueblo de La Cañada ya identificaba a este centro recreativo con el sobrenombre de “El Piojito”, puesto que se cuenta que el torrente del desagüe con dirección al río era tan potente, que se premiaba al bañista que le resistiera más tiempo de pie y a contra corriente.
Algunos concursantes aseguraban que la fuerza del agua en este bello y alegre lugar era tanta, que incluso les liberaba del diminuto y molesto insecto capilar conocido como “piojo”.
Razón por la cual, al comenzar la madrugada en este histórico y pintoresco pueblo de La Cañada, se escuchaba en ocasiones el grito de algunos visitantes que se dirigían a este balneario diciendo: ¡Órale!, ¡Vamos a quitarnos el piojito!

#### Parroquia de San Pedro (1741)

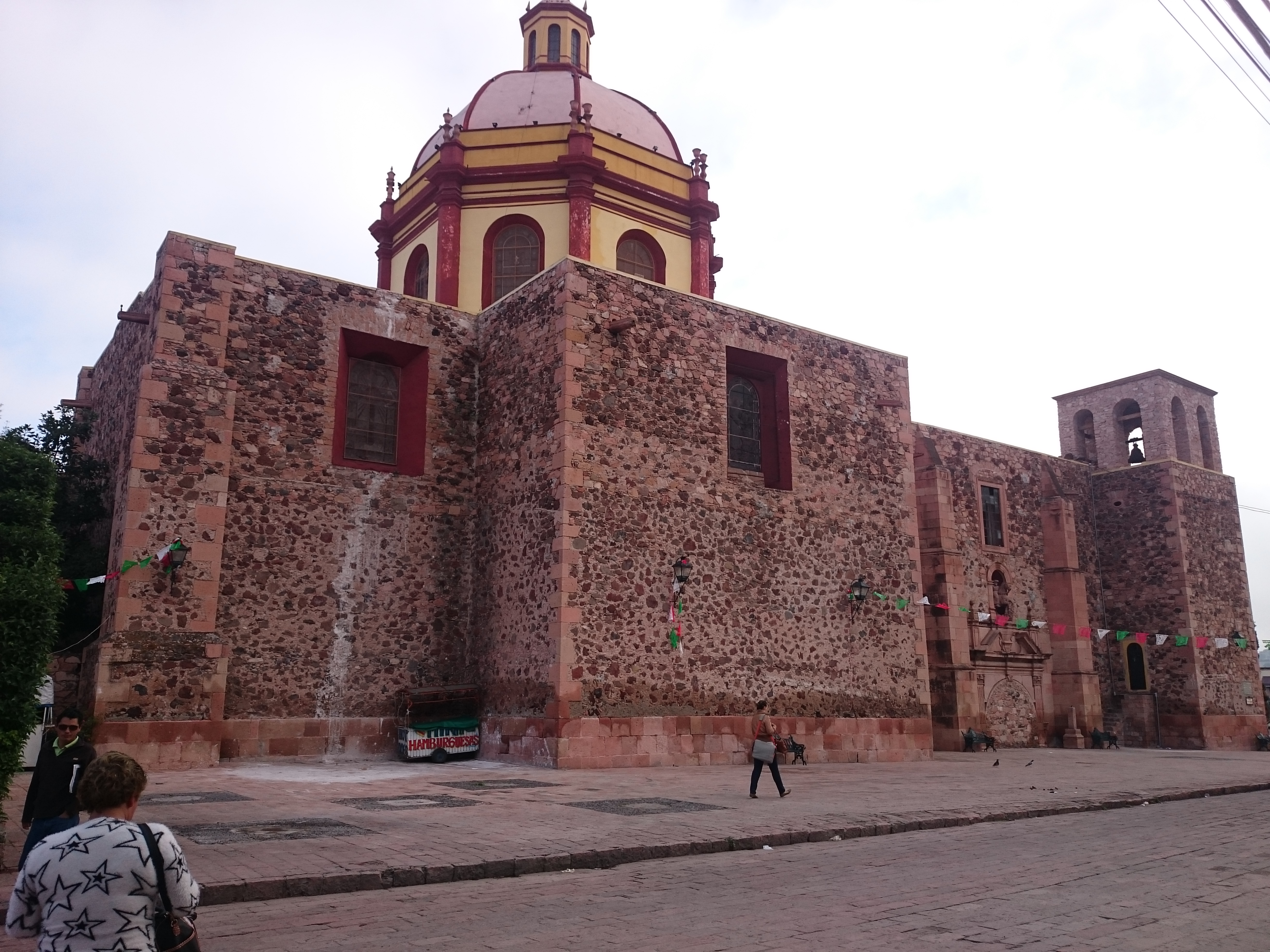
Parroquia de San Pedro, El Marqués, Querétaro

El pueblo de La Cañada, cabecera municipal de El Marqués, rinde culto a su patrono el Señor San Pedro cada 29 de junio.
La devoción por el mártir religioso en este lugar, se originó desde el siglo XVI, con la llegada de los misioneros franciscanos a Querétaro, que fueron parte de la Fundación de la Provincia de San Pedro y San Pablo en Michoacán. Esta asociación religiosa comenzó su labor evangélica en el año de 1565, bajo la protección de la Santa Custodia que Fray Juan de San Miguel instituyó en 1536, rindiendo culto a otros patronos cristianos, además de San Francisco.
En el siglo XVII, ya contaba con 47 conventos, 21 en Michoacán y 26 en Jalisco, por lo que Fray Antonio de Linaz les recibe en Querétaro para fundar el Colegio de Propaganda Fide, que fomentaba y doctrinaba la fe cristiana hasta los lugares más alejados del país.
El primero de ellos, fue instalado en el célebre Convento de la Santa Cruz del Estado, siendo el 15 de agosto de 1683.
Se dice que el pueblo de La Cañada, requería la presencia del Señor San Pedro, puesto que semejaba un pedacito de cielo que debería ser custodiado por este patrono, vigilante de la puerta celestial en la fe cristiana del evangelio.
Así pues, para exaltar esta santa devoción, el R. P. Fr. José Núñez de Ulloa obtiene el consentimiento del Virrey D. Pedro de Castro, para erigir un templo al culto de San Pedro y San Pablo en el año de 1741, donde antes existía una capilla dedicada a San Francisco, ya deteriorada por lo complicado y pantanoso del terreno.
Tiempo más tarde, con los cimientos y las paredes construidas del nuevo templo, la Fundación de San Pedro y San Pablo se instauró en el pueblo de La Cañada hasta el mes de mayo de 1769, por lo que el Sr. Cura D. Guadalupe Jaimes avanzó la obra en su mayor parte.
Después de algunos intentos, se concluyeron las bóvedas cerradas con ayuda del Arquitecto Francisco Amaya Avendaño, residente de este pueblo, en los años de 1876 a 1884.
Finalmente, el PBRO. D. Rosalío García, de 1884 a 1898 continuó con la obra hasta concluirla, lográndose antes la bendición y estreno el 29 de junio de 1897, en una ceremonia que verificó el ILMO. Sr. Dr. D. Rafael S. Camacho, Tercer Obispo de la Diócesis en Querétaro.

#### Casa de Don Cayetano Rubio y los Socabones(1838)
Siendo el año de 1838, el empresario industrial de España Don Cayetano Rubio, adquirió el terreno para acrecentar el caudaloso manantial de Los Socavones, en el pueblo de La Cañada, hoy cabecera municipal del Marqués.
Así mismo, construyó la casa que sirvió como lugar de control y vigilancia para el torrente acuífero, que en aquellos días contaba con una afluencia aproximada de 691 litros por segundo.
Don Cayetano Tomás Miguel Rubio de Tejada y Álvarez de Condarco, nació en Cádiz, región de Andalucía, España, transcurriendo el año de 1791.
Arribó a La Nueva España en 1809, con sus dos hermanos y una herencia paterna que invirtieron para fundar una casa comercial en Veracruz y Tampico.
Tiempo después, debido a su influencia económica y política, obtuvo el puesto de sindico procurador del Ayuntamiento de Querétaro en 1821, por lo que más tarde incursionó en el área industrial de este territorio, siendo el año de 1837. Las cristalinas y templadas aguas de Los Socavones, se unían al Río Blanco de La Cañada por medio de un arroyo, propiciando así la aportación hidráulica que Don Cayetano necesitaba para su fábrica de textiles “El Hércules”.
Esta empresa productiva, se inició en 1840 con 2500 trabajadores de ambos sexos, elaborando un total de 1 700 000 piezas de tela por año. En aquellos tiempos, el gobierno en turno le exigió que a cambio de utilizar la fuerza hidráulica del río, tendría que acrecentarla en su capacidad de volumen, por lo que aceptó esa disposición escarbando las cuevas de estas dotes hidráulicas, ubicadas en un terreno silvestre. Después, se recolectaba con una atarjea que construyó en los terrenos donde se localiza hasta la fecha La Presa del Diablo, para dirigir el agua hacia el oeste, donde se encontraba el Molino Colorado de Don Diego de Tapia.
Don Cayetano lo adquirió con ayuda de su representante Don Pablo Gómez, para hacerlo funcionar y conseguir la energía necesaria en la producción de su fábrica textil.
Al momento de comprar el terreno en Los Socabones, cuenta la voz popular que el dueño original mostró su sombrero a Don Cayetano, diciéndole en forma de burla que lo llenara de monedas para efectuarse la compra venta.
Acto seguido, le respondió quitándose un cinturón que portaba y del cual salió una gran cantidad de monedas, las cuales cayeron sobre aquel sombrero, que se llenó por completo y derramó algunas en el suelo.
Ante los ojos atónitos del dueño, el empresario extendió de su propia mano un documento y le dijo: ¡fírmale aquí! Más tarde, Don Cayetano Rubio simpatizó y apoyó la lucha regional a favor del Segundo Imperio Mexicano.
Por esta razón, hizo huéspedes distinguidos de su casa y Los Socabones a Maximiliano de Habsburgo y su esposa Carlota, en la primera visita hecha por ellos a Querétaro, siendo el año de 1864.

#### Exhacienda de El Lobo(1858)
Transcurriendo la segunda mitad del siglo XIX, el esplendor y la abundancia de esta hacienda es posible gracias a Don Tomas Mejía, Gobernador de Querétaro en el periodo de 1858 a 1859, que orgulloso de su origen otomí y su noble corazón, decidió utilizarla para el cobijo y el progreso de los desprotegidos en la comunidad conocida como “El Lobo”, municipio del Marqués.
Su extensión recibe ese nombre, debido a un cerro ubicado en las cercanías, con la forma aproximada de este animal salvaje. En aquel entonces, el alcance territorial de la productiva hacienda contaba con los poblados aledaños de Amazcala, La Griega, Rayas, Carboneras, Los Baños, Dolores, Santa Cruz, El Rodeo y Saldarriaga.
Después de su gobierno, el general Don Tomas Mejía decidió formar parte en el Ejército Imperial de Maximiliano de Habsburgo y Miguel Miramón, en contra de las fuerzas reformistas de Benito Juárez.
Al tomar las armas, es finalmente derrotado y fusilado junto a sus compañeros, en el Cerro de las Campanas de Querétaro, siendo el 19 de junio de 1867.
Décadas más tarde, esta finca fue refugio de innumerables contingentes que defendían la causa católica en el movimiento cristero, el cual estalló en contra de Plutarco Elías Calles, Presidente de México, el mes de noviembre de 1926.
La persecución a los fieles devotos que se negaban a renunciar su derecho a la religión católica, teniendo una estrecha relación diplomática con la Santa Sede de Roma, se dio en una forma cruel y desmedida.
Hasta la fecha, los ancianos del lugar cuentan pasajes históricos en donde el ejército nacional arremetía a estos mártires religiosos, con cañones y disparos de metralla.
Acto seguido, sometían a los sobrevivientes en el combate a una injusta y bárbara ejecución, razón por la cual, los enormes arbustos de este lugar en ocasiones lucían macabramente adornados, con cadáveres de veinte a treinta personas condenadas a la horca. Tiempo después, Doña Josefita Mota, heredera y propietaria de la hacienda, en 1941 se declara sin recursos para sostenerla, por lo que debido a un pleito legal la subasta públicamente a la Fundación Ignacio Torres Adalid, en $170019.54.
Años más tarde, finalmente sucedió el olvido y el deterioro en esta histórica y celebre Exhacienda de El Lobo, motivo de inspiración para buscadores de leyendas y tesoros ocultos.

#### Saldarriaga y casa de Chucho el Roto(1858)
Siendo los años de 1606 a 1620, la existencia de esta comunidad denominada inicialmente “Casillas de Saldarriaga”, ya aparecía en un plano elaborado para ubicar los lugares más importantes en el pueblo de La Cañada, hoy cabecera municipal de El Marqués, Querétaro.
Anteriormente a la llegada de los colonizadores españoles, en 1529, su ubicación era identificada por los indígenas del lugar con el nombre de “Churria”, vocablo que en el antiguo idioma otomí significa “retorno del último lugar”.
Esto se debe, a que en aquel entonces, fue la parte final del lado Este que comprendía la extensión de “Andamaxey”, o “lugar donde se juega a la pelota”, en ese mismo idioma.
Su líder, el cacique otomí Conín, le nombró así al asentarse en ese lugar, cuando venía huyendo de la conquista española, en 1521, desde su tierra natal Nopala, en la antigua provincia en Xilotepec, hoy Estado de Hidalgo.
Una vez que las tierras de “Churria” fueron repartidas por los hacendados españoles que las colonizaron, se procedió a identificarlas con el nombre de Casillas de Saldarriaga, o simplemente Saldarriaga.
Según el ilustre y conocido historiador queretano Don Valentín Frías, esta palabra es una modificación del vocablo catalán “saldarreaga”, que significa “lugar pedregoso donde está amarrado un caballo”.
En este pequeño pueblo, se encuentra una vieja casona que para algunos es contemporánea a su fundación, la cual se originó con la instauración de casillas aduanales para el Camino Real de la Plata, a mediados del siglo XVI.
La construcción fue habitada por una familia de apellido Arriaga, puesto que los colonos adoptaron el nombre de su tierra natal como “saldo o terreno sobrante de cierta familia Arriaga, que antaño fueron hacendados de ese territorio”.
Adornada con un portal de cuatro arcos en su fachada, esta antigua construcción fue el lugar donde siendo el año de 1858, nació el famoso bandolero Jesús Arriaga, conocido como “Chucho el Roto”.
Hurtaba la abundancia de los ricos para mitigar la miseria de los pobres cometiendo silenciosos atracos, sin emplear la violencia y utilizando su ingenio para disfrazarse.
Además, burlaba la vigilancia del Camino Real ejercida por Victoriano Iturbe, que condenaba con la horca a los delincuentes en la Cuesta de las Vigas, también de esta comunidad.
Sin embargo, Cucho el Roto fue descubierto en uno de sus atracos por la ciudad de Querétaro, siendo por ello condenado a presidio en las oscuras y frías mazmorras de San Juan de Ulúa, donde murió finalmente el 25 de marzo de 1894.

#### Casa Venustiano Carranza(1916)

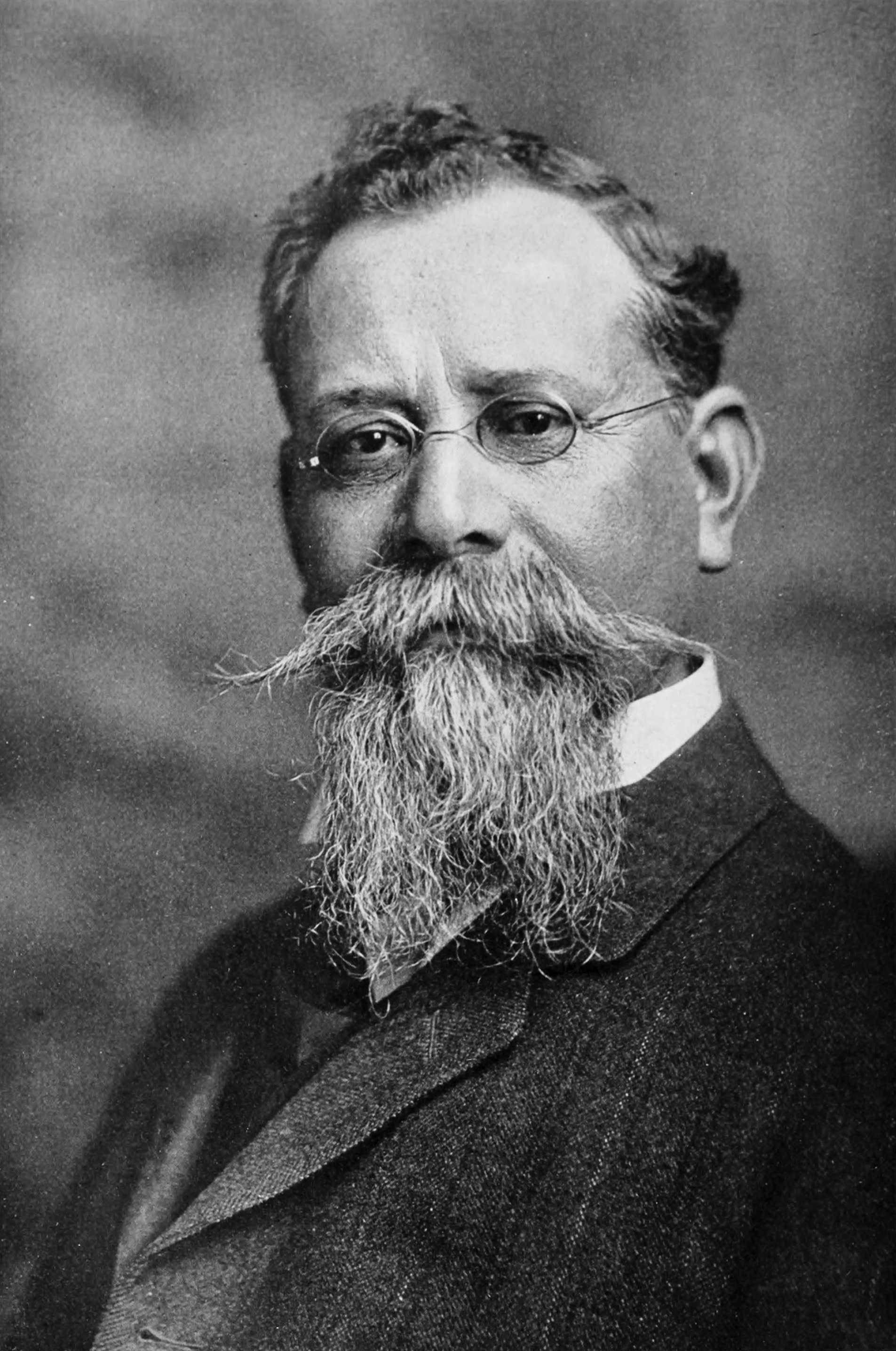
Venustiano Carranza Garza, militar y político revolucionario

Siendo el 14 de febrero de 1882, la ciudad capital de Querétaro recibe por vez primera el sistema ferroviario nacional, encontrándose una estación provisional en el pueblo de La Cañada, municipio del Marqués, donde se localiza el extremo norte de esta avenida, que comenzó en las faldas de un cerro aledaño, conocido hasta nuestros días como el populoso barrio de “La Otra Banda”.
La ubicación fue ideal para que el General Don Venustiano Carranza, máximo jefe revolucionario a favor del Gobierno Constitucionalista, eligiera a este pueblo como su lugar de descanso y diversión, arribando muchas veces por la estación del tren en los años de 1916 a 1920.
Fue invitado por su amigo Don Pastor Hernández Serrano, originario de este lugar y entonces Secretario de Ayuntamiento 1915-1917 del pueblo de La Cañada.
Desde ese tiempo, la mencionada calle fue reconocida popularmente con el nombre de este personaje, hasta recibir más tarde así su nomenclatura oficial.
Don Venustiano Carranza Garza, militar y político revolucionario que nació el 29 de diciembre de 1859, en Cuatro Ciénegas, Coahuila, se hospedó por varias ocasiones en las casas de esta avenida, estando acompañado de su ejército.
Por esa razón, sus habitantes lo identificaron inmediatamente con el cariñoso mote de “Papá Carranza”.
Más tarde, siendo el 1 de enero de 1916, estableció el Poder Ejecutivo y la Capital de la República en el centro de la ciudad de Querétaro, sin olvidarse del pueblo de La Cañada, al cual asistía para bañarse y relajarse en su tiempo libre.
Don Venustiano utilizó como despacho provisional una modesta escuela, en nuestros días ya demolida, hacia el extremo Sur y del lado Poniente en esta calle, para atender algunos de los preparativos sobre la Constitución Política de los Estados Unidos Mexicanos, promulgada el 5 de febrero de 1917.
En seguida, legitimó su cargo como Presidente de la República Mexicana, llegado el 1 de mayo de ese mismo año. Don Venustiano Carranza murió el 21 de mayo de 1920, en un paraje de Tlaxcalatongo, Puebla, siendo víctima de un cruel y traidor tiroteo, organizado por el General Rodolfo Herrero, que supuestamente le brindaría su seguridad.
Años más tarde, el presidente de México Álvaro Obregón, visitó esta tranquila avenida el 13 de julio de 1928, que anteriormente frecuentaba acompañado de su amigo y aliado Venustiano Carranza.
Cuatro días después, Obregón es asesinado en la finca de La Bombilla, ubicada en San Ángel, Ciudad de México, por un individuo de nombre José de León Toral.
Aseguraban los vecinos de esta vía pública, que también se le vio merodeando por aquí, al observar el comportamiento de su futura víctima. Actualmente, esta histórica calle llamada antes Abasolo, en el pueblo de La Cañada, conserva el nombre de Venustiano Carranza, en honor al heroico y regio Jefe Constitucionalista que fue su huésped de honor.

#### El Colorado y monumento a Conín (1985)
Siendo el año de 1985, el monumento a Conín finalmente se inauguró, identificándose como el mirador distintivo a la llegada de la zona central en nuestro Estado.
Se encuentra ubicado sobre el camellón de la carretera México Querétaro, que a su vez, fue inaugurada el mes de octubre de 1958. Su atractivo principal es la enorme escultura en piedra de cantera negra que representa al cacique otomí Conín, o después Hernando de Tapia, fundador de Querétaro junto a Hernando Pérez de Bocanegra, en el año de 1529.
La ubicación fue anteriormente elegida, teniendo en cuenta el lugar aproximado donde el 23 de julio de 1531, Conín organizó su ejército para entrevistar a los capitanes Lobo y Coyote de las fuerzas chichimecas, que se oponían al avance de la colonización. La tradición histórica nos relata que este contingente se congregó en los terrenos cercanos de un cerro colorado, para días después dirigirse a la batalla decisiva de la conquista regional.
De esa manera, se fundó el pueblo y comunidad que actualmente es reconocido como El Colorado, en nuestro municipio del Marqués. En este silvestre paraje, Conín ya convertido a Hernando de Tapia y reconocido como Primer Gobernador Vitalicio, pactó con sus opositores nativos un encuentro bélico que se efectuaría cuerpo a cuerpo, para definir al único y total conquistador sobre el territorio.
El combate se realizó en el célebre Cerro del Sangremal, ubicado en el centro de la hoy capital queretana, donde se encuentra hasta nuestros días el Convento de La Santa Cruz.
El ejército colonizador al mando del militar Nicolás San Luis de Montañés, se enfrentó a los indios chichimecas rebeldes que les esperaban al comenzar la madrugada, siendo el 25 de julio de 1531.
Horas después, el cielo azul de la tarde se eclipsó dejando ver en las alturas una cruz ochavada en blanco y colorado, acompañada del Apóstol Santiago de Compostela y su blanco corcel.
Esta mística señal terminó con las hostilidades de la singular batalla, puesto que sirvió como advertencia de un triunfo definitivo y total a favor de Conín y los colonizadores, sobre aquellas tribus vencidas que dudaban del cristianismo, en el histórico y hermoso suelo queretano del siglo XVI.

#### Navajas y Aeropuerto Internacional (2004)

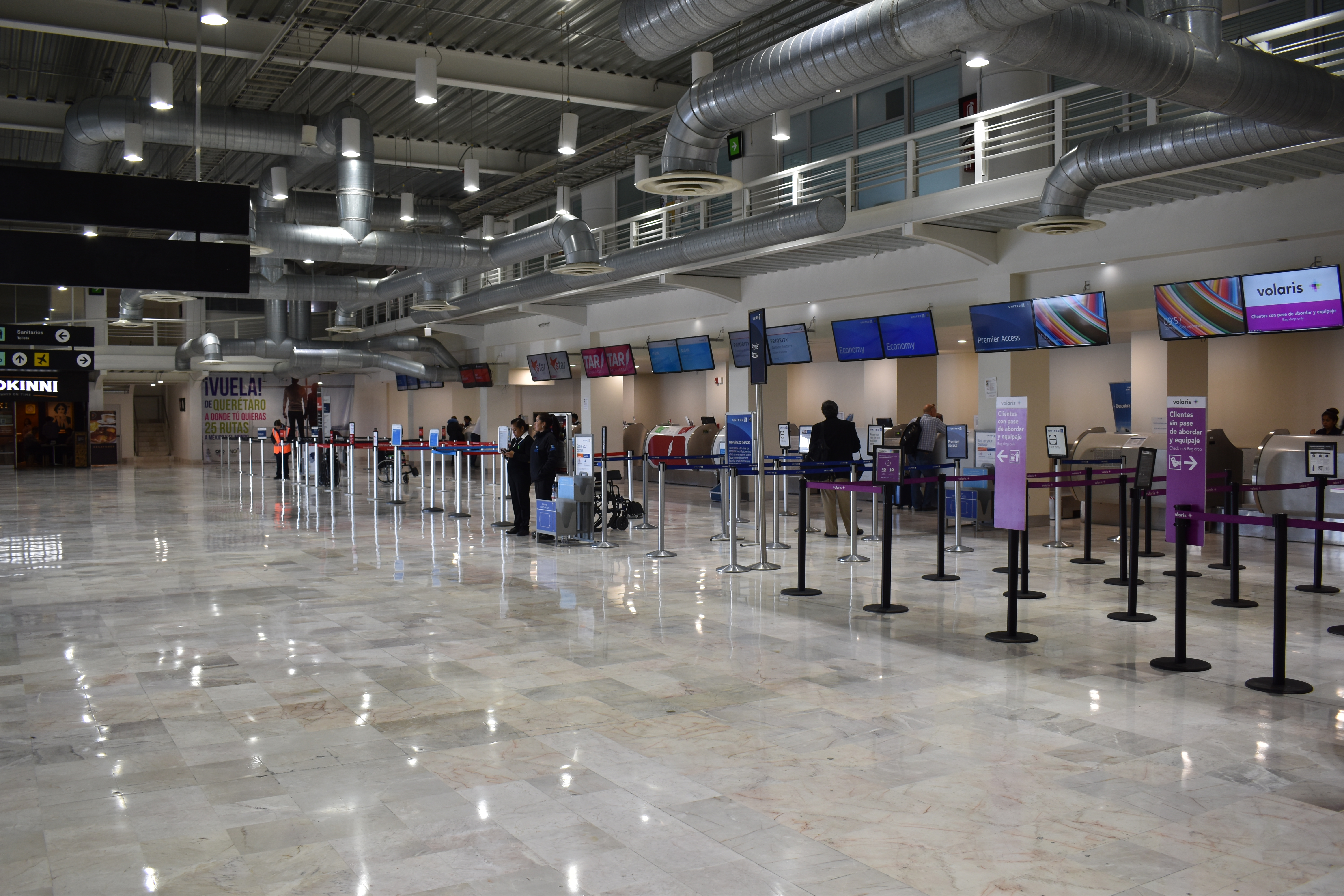
Interior del Aeropuerto Internacional de Querétaro.

La silvestre y soleada comunidad de Navajas, recibe así su nombre debido a los hallazgos arqueológicos en el lugar, donde existen utensilios manufacturados por el hombre primitivo, con aproximadamente 3500 años de antigüedad.
Fueron fabricados en piedra de obsidiana y se empleaban como cuchillos o proyectiles aerocortantes, conocidos como puntas de lanza.
El aeropuerto fue inaugurado el 10 de diciembre de 2004, en presencia del Presidente de los Estados Unidos Mexicanos, Vicente Fox Quezada.
Cuenta con una superficie total de 688.49 hectáreas, donde se encuentra una pista de 4200 metros de longitud por 45 metros de ancho en concreto hidráulico, para mayor seguridad y duración.
Sus instalaciones tienen una capacidad para atender a más de 120000 usuarios al año, en una totalidad para carga y volumen de 1958 toneladas.

#### Ecoturismo
Presa del Carmen. Aquí acuden las familias para tener días de campo y momentos de recreación. Se puede practicar pesca deportiva y campismo. 
Cerro del Bautistero. A este cerro acuden los amantes de la escalada pues cuenta con una pared natural para escalar y un bulder. 
Reserva Ecológica el Pinalito. Se puede apreciar la variedad de fauna y flora. Es ideal para realizar senderismo y, con previa reservación, acampar. 
Zoológico Wamerú. Alberga a más de 250 especies de diferentes partes del mundo de las cuales algunas están en peligro de extinción. Con amor y dedicación se preocupan por la conservación de sus especies y de la naturaleza.

## Hermanamientos
La ciudad de El Marqués está Hermanada con 2 ciudades alrededor del mundo
- Baden-Wurtemberg Tubinga[11][12][13]
- Cuba Matanzas[14]